# Alexis Bétemps
Alexis Bétemps (* 26. August 1944 in Saint-Christophe) ist ein italienischer Historiker, Ethnologe, Dialektologe und Politiker.

## Leben
Alexis Bétemps stammt aus der Gemeinde Saint-Christophe in der italienischen Region Aostatal. Er absolvierte die Ausbildung zum Lehrer in der Lehrerbildungsanstalt Marie Adélaïde in Aosta und studierte anschließend bis 1970 Geschichte, Sprachwissenschaft und Sprachdidaktik an der Università Commerciale Luigi Bocconi in Mailand und am Institut de Linguistique der Universität von Mons in Belgien. Während seiner Studienzeit arbeitete er regelmäßig als Aushilfslehrer in den Aostataler Gemeinden Verrès und Châtillon.
Seit 1964 trat er als Mitarbeiter verschiedener Zeitschriften des Aostatals in Erscheinung, so für die Wochenzeitung Peuple Valdôtain, die von der politischen Partei Union Valdôtaine herausgegeben wird, und Le Flambeau, wo besonders die Sprachkultur und Volkskunde der Region Aostatal behandelt wird. Als Mittelschullehrer engagierte er sich früh in der Gewerkschaft Syndicat autonome valdôtain des travailleurs (SAVT) und als Sekretär von deren Lehrersektion. Und er unterrichtete am Berufsbildungszentrum in Aosta und an der Volkshochschule des Aostatals.
1979 wurde Alexis Bétemps zum Präsidenten des Centre d’études francoprovençales «René Willien»in der Gemeinde Saint-Nicolas gewählt. Dieses im Jahr 1967 von Fotografen, Schriftsteller und Sprachaktivisten René Willien (1916–1979) und dem Schweizer Linguisten Ernest Schüle (1912–1989) gegründete Institut setzt sich für die Pflege und Erhaltung des valdostanischen Dialekts der Frankoprovenzalischen Sprache und für die sprachwissenschaftliche Forschung zum gesamten frankoprovenzalischen Sprachraum ein, der auch weite Teile der Westschweiz und Südostfrankreichs umfasst. Zum Zentrum gehört das Museum Cerlogne, das zum Gedächtnis an den Dichter und Pionier der valdostanischen Sprachforschung Jean-Baptiste Cerlogne (1826–1910) eingerichtet worden ist. Und es organisiert den Dichterwettstreit Concours Cerlogne für Werke in Frankoprovenzalisch. Seit seiner dreißigjährigen Tätigkeit für das Forschungszentrum «René Willien» ist Bétemps ein international anerkannter und gut vernetzter Fachmann für romanische Dialektologie und alpine Volkskunde. 1980 wurde er zum Präsidenten des damals neu gegründeten Tonarchivs der Association valdôtaine des archives sonores (AVAS) gewählt; dieses Projekt geht auf eine Anregung des französischen Dialektologen Gaston Tuaillon (1923–2011), der an der Universität Grenoble lehrte, zurück und wurde durch Bétemps Vermittlung von der Volkskundevereinigung des Aostatals ins Leben gerufen. Das Archiv sammelt audiovisuelle Quellen der im Aostatal traditionell gesprochenen Sprachen, die bei der Modernisierung aller Lebensbereiche in ihrer Existenz bedroht sind. Die aufgenommenen Gespräche, strukturiert als ethnotextes und Zeugnisse lebendiger Traditionen, vermitteln ein Bild der ehemaligen ländlichen Volkskultur der Bergtäler Nordwestitaliens. Das Archiv sammelte zudem frühere Tonaufnahmen, so die Quellen des Aostataler Französischen von Jean-Pierre Martin. Und es verknüpfte seine Dokumentation mit dem Radioarchiv der RAI.
Um die traditionelle regionale Kultur und Sprache, sowohl die valdostanische Variante des Frankoprovenzalischen als auch das Französische, eine der offiziellen Sprache der Autonomen Region Aostatal, zu erhalten und gegen die fortschreitende Italianisierung abzusichern, wurde 1986 das Institut Bureau régional pour l’ethnologie et la linguistique B.R.E.L. gegründet. Dessen erster Direktor war Alexis Bétemps bis 1997. Dem Institut ist auch das regionale Tonarchiv angeschlossen.
1997 wurde Alexis Béltemps Kulturkoordinator und 1998 Denkmalpflegedirektor der autonomen Region Aostatal. Er gehörte der wissenschaftlichen Begleitkommission während der Renovation der großen sardinisch-piemontesischen Festung Bard an.
Auf der politischen Ebene war Alexis Bétemps Mitglied der autonomistischen und föderalistischen Partei Union Valdôtaine. Diese war unmittelbar nach dem Zweiten Weltkrieg gegründet worden, um eine möglichst eigenständige politische und soziale Stellung des Aostatals in Italien herbeizuführen, und spielte im politischen Feld der Region eine dominierende Rolle. Von 1978 bis 1983 war Bétemps Redaktor der Zeitschrift Revue Valdôtaine, und im Jahr 1985 wurde er zum Parteipräsidenten der Union Valdôtaine gewählt. Er behielt dieses Amt bis 1997. Im Jahr 2006 verließ Bétemps zusammen mit dem ehemaligen Präsidenten der Autonomen Region Aostatal und Senator Carlo Perrin die Union Valdôtaine; sie gründeten mit andern Politikern die neue Mitte-links-Gruppierung Renouveau Valdôtain, die sich 2010 mit der politischen Organisation Autonomie Liberté Démocratie zusammenschloss und die neue Partei Autonomie Liberté Participation Écologie (ALPE) bildete.
Alexis Bétemps war mit der Lehrerin und Aostatalen Dichterin und Dialektsängerin Magui Bétemps (1947–2005) verheiratet.
Im Mai 2000 trat Alexis Bétemps in den Ruhestand. Er ist weiterhin in Italien und den Nachbarländern als Autor kulturgeschichtlicher und sprachwissenschaftlicher Beiträge und als Mitglied verschiedener Organisationen tätig. Besonders zu erwähnen sind seine Aktivitäten für die Orts- und Flurnamenforschung des Aostatals und für die Kommission Agrotourismus sowie die Mitarbeit im Projekt Ethnologie Confédération Helvétique/Italie (ECHI), das die Festkultur im Alpenraum grenzüberschreitend untersucht. Für das Historische Lexikon der Schweiz verfasste er den Artikel über das Aostatal.

## Ehrungen
- Prix Claude Seignolle pour l’ethnologie
- Preis Mario Rigoni Stern
- Preis des Salon du livre de montagne de Passy
- Preis Leggimontagna
- Premio Itas
- Premio CIA Bellati
- Premio Combuscuro

## Werke (Auswahl)
- Les valdôtains et leur langue. Aosta 1979.
- La langue française en Vallée d’Aoste de 1945 à nos jours. Mailand 1968/1969.
- Le combat pour la langue française, facteur de prise de conscience valdôtaine. Aosta 1986.
- Le francoprovençal en Vallée d’Aoste. Problèmes et prospectives. In: Lingua e comunicazione simbolica nella cultura walser. VI convegno studi walser. (6. Walsertreffen) Fondazione Monti, Anzola d’Ossola 1989, S. 355–372.
- Collecte et mise en valeur du patrimoine ethnographique et linguistique en Vallées d’Aoste. 1991.
- Le francoprovençal et sa littérature en Vallée d’Aoste. In: Les langues les moins parlées d’Europe et leur littérature. Monaco 1993, S. 171–182.
- Le bilinguisme en Vallée d’Aoste. Problèmes et perspectives. In: André-Louis Sanguin (Hrsg.): Les minorités ethniques en Europe. L’Harmattan, Paris 1993, S. 131–135.
- Pour une éducation plurilingue. Projet de manifeste pour une Europe plurilingue proposé par le Gouvernement de la Région Autonome Vallée d’Aoste et l’Association internationale “Le monde bilingue”. In: Lo Flambò. Band 148, 1993, S. 18–22.
- La phonothèque de l’Association Valdôtaines des Archives sonores (1980–1990). In: Etudes francoprovençales. Actes du Colloque réunis dans le cadre de 116 Congrès national des Sociétés savantes Chambéry-Annecy, 29 avril–4 mai 1991. Paris 1993, S. 89–103.
- Le Concours Cerlogne. In: Schweizer Volkskunde – Folklore suisse – Folclore svizzero. Zeitschrift der Schweizerischen Gesellschaft für Volkskunde, Band 93–94, 1994, S. 133–135.
- mit Henri Armand und Pierre Vietti: Il Museo Cerlogne e il Centre d’Études Francoprovençales René Willien di Saint-Nicolas. Imprimerie Duc. Aosta 1996.
- Le Centre d’Études francoprovençales René Willien. In: Pagine della Valle d’Aosta. Priuli e Verluccca Editori, Ivrea 1997.
- Paul Scheuermeier et la Vallée d’Aoste. In: Nouvelles du Centre d’Études Francoprovençales René Willien. Band 40, Aosta 1999, S. 5–11.
- Jules Brocherel, les traditions populaires et la linguistique. In: Le Monde alpin et rhodanien. 2000.
- L’institutrice. In: Le travail de la femme en Vallée d’Aoste, Savoie, Valais entre agropastoralisme et industrialisation. Le cas de la fromagère, de la vigneronne, de l’institutrice et de l’ouvrière. Priuli e Verlucca Editori. Ivrea 2001.
- Le charivari en Vallée d’Aoste. In: Le Monde Alpin et Rhodanien. 2001.
- Un glossaire méconnu: Félicien Gamba et le patois de Montjovet. In: Dictionnaires et glossaires du francoprovençal. Actes de la Conférence annuelle du Centre d’Études francoprovençales 2000. Aosta 2002.
- Toponymie rurale et mémoire collective (la Vallée d’Aoste). In: Récit et toponymie. Rives nord-méditerranéennes, 2e série. Aix-en Provence 2002.
- Pour une politique de l’enseignement du francoprovençal en Vallée d’Aoste. In: Quelles politiques linguistiques éducatives pour les langues régionales ou minoritaires de l’Arc alpin. Région Provence, Alpes et Côte d’Azur 2006.
- mit Lidia Philippot: Merveilles dans la vallée. 2006
- mit Claudine Remacle: Les reines à Vertosan. Le lait et la bataille. Aosta, Saint-Nicolas 2007.
- mit Enrica Dossigny: Le patois de l’autre monde. In: Langues et cultures de France et d’ailleurs. Lyon 2009.
- L’adieu aux Alpes. In: Le Flambeau. Band 209, 2009.
- 20e anniversaire du décès du professeur Ernest Schüle. 2009.
- La vita negli alpeggi valdostani nella prima metà del novecento. Priuli e Verlucca. Ivrea 2009.
- Le nationalisme italien et l’invention du Cervin. In: Vallée d’Aoste 1848–1870. Imprimerie Duc. Saint-Christophe (Aostatal) 2011.
- Erbario. Turin 2013.
- Les fées dans les Alpes occidentales. In: Cunéaz Giuliana: La fata delle morene. Aosta 2014.
- Le théâtre francoprovençal en Vallée d’Aoste, ses racines et son actualité. In: Bulletin du Centre d’Études francoprovençales «René Willien» de Saint-Nicolas. Band 70, Aosta 2014.
- La toponymie valdôtaine de l’oral à l’écrit. In: Toujours langue varie…. Mélanges de linguistique historique du français et de dialectologie galloromane offerts à M. le professeur Andres Kristol. Librairie Droz. Genf 2014.
- À la racine de quelques légendes contemporaines, dites métropolitaines, en Vallée d’Aoste. In: Bulletin du Centre d’Etudes francoprovençales «René Willien» de Saint-Nicolas. Band 72, Aosta 2015.
- Come superare il lungo inverno alpino. Metodi per conservare a lungo gli alimenti. In: Campiello e i Walser. Atti del XXIII convegno di studi, Campello Monti 23 luglio 2015. Walsergemeinschaft, 2015.
- La moquerie dans nos montagnes: Qui est moqué, de la part de qui, comment et pourquoi. Esquisse de la distribution géographique de la moquerie en Vallée d’Aoste. In: Actes du colloque international de l’Université de Neuchâtel, 31 mai – 1er juin 2013. Peter Lang, Bern 2015.
- Au temps de Willien: les ferments de langue. In: Bulletin du Centre d’Études francoprovençales «René Willien» de Saint-Nicolas. Band 73, Aosta 2016.
- Les carnavals alpins en Vallée d’Aoste. Le Château edizioni, Aosta 2018, ISBN 978-88-7637-216-2.